# Gartow
Gartow è un comune di 1 361 abitanti della Bassa Sassonia, in Germania.

Appartiene al circondario (Landkreis) di Lüchow-Dannenberg (targa DAN) ed è capoluogo della comunità amministrativa (Samtgemeinde) omonima. Vi è nato l'agronomo Wilhelm Lauche.